# Alur Tani II
Alur Tani II is een bestuurslaag in het regentschap Aceh Tamiang van de provincie Atjeh, Indonesië. Alur Tani II telt 890 inwoners (volkstelling 2010).